# تيم إرلندسون
تيم إرلندسون (بالسويدية: Tim Erlandsson)‏ (25 ديسمبر 1996 السويد - ) هو لاعب كرة قدم سويدي، يلعب كحارس مرمى، شارك في كرة القدم في الألعاب الأولمبية الصيفية 2016.

## روابط خارجية
- تيم إرلندسون على موقع الاتحاد الأوربي (الإنجليزية)
- تيم إرلندسون على موقع اتحاد السويد (السويدية)
- تيم إرلندسون على موقع قاعدة بيانات كرة القدم.إي يو (الإنجليزية)
- تيم إرلندسون على موقع Soccerway.com (الإنجليزية)
- تيم إرلندسون على موقع أوليمبيديا (الإنجليزية)
- تيم إرلندسون على موقع اللجنة الأولمبية السويدية (السويدية)